# Przesmyki (village)
Pour les articles homonymes, voir Przesmyki.
Przesmyki (prononciation : [pʂɛsˈmɨki]) est un village polonais de la gmina de Przesmyki dans le powiat de Siedlce de la voïvodie de Mazovie dans le centre-est de la Pologne.
Le village est le siège administratif (chef-lieu) de la gmina appelée gmina de Przesmyki.
Le village comptait approximativement une population de 377 habitants en 2010.

## Histoire
De 1975 à 1998, le village appartenait administrativement à la voïvodie de Siedlce.

Depuis 1999, il appartient administrativement à la voïvodie de Mazovie